# Riu Saraswati
|  | Per a altres significats, vegeu «Riu Saraswati (desambiguació)». |

El riu Saraswati (sànscrit: सरस्वती नदी - IAST sárasvatī nadī) és un dels set rius mítics de l'hinduisme mencionats al Rigveda.
Hi ha qui vol identificar el riu actual Ghaggar-Hakra amb el riu Sarasvatí dels texts antics, però molts autors disputen el fet que aquest riu sigui el riu sagrat que es troba efectivament mencionat en el Rigveda.
A poca distància del riu Saraswati, neix el riu Chitang, el qual corre paral·lel a ell durant uns quilòmetres.